# جاكي هاريس
جاكي هاريس (بالإنجليزية: Jackie Harris)‏ هو لاعب كرة قدم أمريكية أمريكي، ولد في 4 يناير 1968 في باين بلاف في الولايات المتحدة.

## وصلات خارجية
- جاكي هاريس على موقع مرجع كرة القدم المحترفة.كوم (الإنجليزية)